# Ceropegia richardsiae
Ceropegia richardsiae är en oleanderväxtart som beskrevs av Masinde. Ceropegia richardsiae ingår i släktet Ceropegia och familjen oleanderväxter. Inga underarter finns listade i Catalogue of Life.